# Едді Джоял
Едді Джоял (англ. Eddie Joyal, нар. 8 травня 1940, Санкт-Альберт) — канадський хокеїст, що грав на позиції центрального нападника.

## Ігрова кар'єра
Професійну хокейну кар'єру розпочав 1962 року.
Протягом професійної клубної ігрової кар'єри, що тривала 15 років, захищав кольори команд «Детройт Ред-Вінгс», «Торонто Мейпл-Ліфс», «Лос-Анджелес Кінгс», «Філадельфія Флаєрс» та «Едмонтон Ойлерс».